# Stettfurt
Stettfurt – miejscowość i gmina (Politische Gemeinde) w północno-wschodniej Szwajcarii, w kantonie Turgowia, w okręgu (Bezirk) Frauenfeld. Leży nad potokiem Lauche. 

## Demografia
W Stettfurcie mieszka 1 236 osób. W 2021 roku 8% populacji gminy stanowiły osoby urodzone poza Szwajcarią. 